# Gąska cętkowana
Gąska cętkowana (Tricholoma fucatum (Fr.) P. Kumm.) – gatunek grzybów należący do rzędu pieczarkowców (Agaricales).

## Systematyka i nazewnictwo
Pozycja w klasyfikacji według Index Fungorum: Tricholoma, Tricholomataceae, Agaricales, Agaricomycetidae, Agaricomycetes, Agaricomycotina, Basidiomycota, Fungi.
Po raz pierwszy opisał go w 1821 r. Elias Fries, nadając mu nazwę Agaricus fucatus. W 1871 r. Paul Kummer przeniósł go do rodzaju Tricholoma. Synonimy:
- Agaricus fucatus Fr. 1821
- Gyrophila fucata (Fr.) Quél. 1886

Stanisław Chełchowski w 1898 r. podał polską nazwę gąska cętkowana lub bedłka cętkowana, F. Kwieciński w 1896 nazwę brzegowłosek pręgowany, Władysław Wojewoda w 2003 nazwę gąska cętkowana.

## Występowanie i siedlisko
Znane jest występowanie gąski cętkowanej tylko w Europie. Podano tu wiele jej stanowisk. W Polsce W. Wojewoda w 2003 r. przytoczył 5 stanowisk, w tym 4 dawne, sprzed I wojny światowej, jedyne bardziej aktualne stanowisko podał Stanisław Domański w 1977 r. w Tatrzańskim Parku Narodowym. Według W. Wojewody jest to gatunek na terenie Polski wymarły. Taki też statut ma na Czerwonej liście roślin i grzybów Polski.
Gąski to naziemne grzyby mykoryzowe.